# Verkehrsbetriebe Wiesmoor
Die Verkehrsbetriebe Wiesmoor wurden im Jahre 1984 von der Kreisbahn Aurich gegründet.

## Fuhrpark
Die Verkehrsbetriebe Wiesmoor verfügen über 25 eigene Busse.

## ÖPNV Linienverkehr
Kreisbahn Aurich und Verkehrsbetriebe Wiesmoor sind Mitglied des Verkehrsverbundes Ems-Jade und betreiben 14 Buslinien in Ostfriesland.

### Linien der Kreisbahn Aurich und Verkehrsbetriebe Wiesmoor
| Strecke | Streckenverlauf                                                                |
| ------- | ------------------------------------------------------------------------------ |
| 460     | Aurich – Leer (Schnellbuslinie)                                                |
| 462     | Aurich – Wiesmoor über Ostgroßefehn                                            |
| 463     | Aurich – Wiesmoor über Akelsbarg, Moorlage, Spetzerfehn, Voßbarg, Hinrichsfehn |
| 464     | Aurich – Wiesmoor über Brockzetel                                              |
| 466     | Aurich – Wiesmoor über Bagbang, Strackholt                                     |
| 467     | Aurich – Wiesmoor über Bagbang, Strackholt                                     |
| 468     | Wiesmoor – Mullberg – Hinrichsfehn                                             |
| 470     | Wiesmoor – Remels – Augustfehn                                                 |
| 473     | Aurich – Esens – Bensersiel                                                    |
| 474     | Aurich – Wittmund                                                              |
| 479     | Jheringfehn – Leer über Neukamperfehn – Klein Hesel – Holtland                 |
| 480     | Emden – Aurich – Wilhelmshaven (Schnellbuslinie)                               |
| N44     | Nachteule Wiesmoor – Aurich                                                    |

### Busse
Folgende Busmodelle werden derzeit bei der Kreisbahn Aurich und den Verkehrsbetriebe Wiesmoor eingesetzt:
Linienbusse
| Marke    | Modelle   |
| -------- | --------- |
| Setra    | S 215 RL  |
| Setra    | SG 221 UL |
| Setra    | S 315 UL  |
| Setra    | S 319 UL  |
| Setra    | S 319 NF  |
| Setra    | SG 321 UL |
| Setra    | S 415 UL  |
| Setra    | S 419 UL  |
| Mercedes | Citaro Ü  |